# Daniel Arraiza Goñi
Daniel Arraiza Goñi (Echarri-Aranaz, 16 de febrero de 1880-Pamplona, 2 de octubre de 1952) fue un político y médico español. Colaborador de la dictadura de Primo de Rivera, durante la Guerra civil ejerció como gobernador civil de varias provincias.

## Biografía
Nació en la localidad de Echarri-Aranaz en 1880, en el seno de una familia de ascendencia carlista. Realizó estudios de medicina en Madrid, París y otras ciudades europeas, con especialización en obstetricia y ginecología. En adelante desarrollaría su carrera profesional en Pamplona, donde fue uno de los fundadores de la Clínica de San Miguel.
Hombre de prestigio social y sin pasado político, durante el golpe de Estado de Primo de Rivera colaboró activamente con el régimen. Miembro de la Unión Patriótica, también ingresó en el Somatén y ejercería como concejal del Ayuntamiento de Pamplona entre 1927 y 1928. Posteriormente sería elegido diputado foral en representación de Pamplona, llegando a ejercer durante algún tiempo la presidencia de la Diputación foral de Navarra.
«Camisa vieja» de Falange, fue uno de los fundadores del partido en Navarra, junto a su yerno Fermín Sanz-Orrio. Tras el estallido de la Guerra civil, el 6 de agosto de 1936 sería nombrado jefe provincial de Falange en Navarra, cargo que retuvo hasta julio de 1937. Con posterioridad ejerció como gobernador civil en las provincias de Santa Cruz de Tenerife y Zamora. También sería gobernador civil de Cádiz entre agosto de 1938 y octubre de 1939, durante la última etapa de la guerra.
Durante la dictadura franquista ocupó diversos cargos oficiales, como procurador en las Cortes franquistas por ser miembro del Consejo Nacional de FET y de las JONS. Falleció en Pamplona en 1952.

## Obras
- —— (1905). La peritonización o peritoneoplastia. Imp. de N. Marcelino.